# Zasada Anny Kareniny
Zasada Anny Kareniny – opisuje sytuację, w której brak jednego z wymaganych warunków powoduje niemożliwość osiągnięcia rezultatu. W efekcie w rywalizacji odnosi sukces tylko ten z konkurentów, który nie napotkał istotnych przeszkód. Podobną koncepcję wyraża Prawo minimum Liebiga.
Zasadę opisał Jared Diamond w swojej książce Strzelby, zarazki, maszyny (1997). Nazwa pochodzi od tytułu książki Lwa Tołstoja – Anna Karenina, która rozpoczyna się zdaniem Wszystkie szczęśliwe rodziny są do siebie podobne, każda nieszczęśliwa rodzina jest nieszczęśliwa na swój sposób (Все счастливые семьи похожи друг на друга, каждая несчастливая семья несчастлива по-своему. (ros.)).
Diamond omawiając zasadę wyjaśnia, dlaczego tak niewiele zwierząt zostało z sukcesem udomowionych (ogółem 14 gatunków z około 150 potencjalnych kandydatów). Przyczyną jest niespełnienie jednego z kilku warunków koniecznych do udomowienia. Tak więc sukces w udomowieniu zwierzęcia nie jest wynikiem jakichś jego zalet, ale raczej braku przeszkód, które by to uniemożliwiły.
Warunki określające podatność na udomowienie wymienione w książce Diamonda:
- dieta – łatwość w karmieniu: najlepszymi kandydatami są niemające szczególnych wymagań zwierzęta wszystkożerne,
- przyrost masy – zwierzę musi rosnąć wystarczająco szybko, by jego utrzymywanie było ekonomicznie uzasadnione, np. hodowca słoni musi czekać 12 lat, by jego zwierzę dorosło,
- problemy w rozmnażaniu w niewoli – jeśli zwierzęta mają rytuał godowy uniemożliwiający rozmnażanie w niewoli, np. potrzebują samotności lub długich pościgów – ich hodowla jest niemożliwa,
- zachowanie – niektóre zwierzęta są zbyt trudne do ujarzmienia, a hodowca nie może ryzykować zdrowia lub życia wchodząc do zagrody. Szczególnym przykładem jest dokładnie omawiana w książce zebra. W przeciwieństwie do konia znana z odporności na choroby i atak drapieżników. Zarówno Afrykanie jak i Europejczycy próbowali ją udomowić, ale te same cechy, które czynią ją tak odporną na warunki afrykańskie sprawiają, że jest niemożliwa do ujarzmienia.
- reakcja na zagrożenie – jest bardzo zróżnicowana. Zwierzę, które reaguje natychmiastową ucieczką jest trudnym kandydatem. Dobrym, jeśli zastyga w bezruchu lub szuka schronienia w stadzie. Jelenie w Ameryce Północnej, jak udowodniono, są niemożliwe do udomowienia, a konie zostały z sukcesem udomowione natychmiast po wprowadzeniu ich przez Europejczyków w XVI w.
- struktura społeczna – samotne, niezależne zwierzęta są słabymi kandydatami. Bardziej podatne na udomowienie są te, które mają skrystalizowaną hierarchię społeczną, a najlepsze te, które w wyniku imprintingu mogą uznać człowieka za przywódcę stada. Ponadto grupy zwierząt nie mogą być dla siebie wrogie.

Termin ten został przyjęty w nauce.
- W statystyce określa poziom istotności: jest wiele możliwych sytuacji naruszających hipotezę zerową (zob. weryfikacja hipotez statystycznych), ale tylko jedna potwierdza jej założenia.
- W ekologii dotyczy oceny ryzyka. Tak jak tołstojowska rodzina, która by być szczęśliwa, musi spełnić wszystkie z istotnych warunków; podobnie proces w ekosystemie musi wyczerpać wszystkie warunki powodzenia, a jeśli nie – zawiedzie, za każdym razem w swój, unikatowy sposób. Ma zastosowanie w analizie systemów i ich reakcji na kryzys[1].